# Hordanes Land
Hordanes Land ist die erste EP der norwegischen Viking-Metal-Band Enslaved. Sie wurde 1993 von Candlelight Records auf LP und als Split-CD mit Emperors erster EP Emperor veröffentlicht. Außerdem veröffentlichte Candlelight Records 2004 Hordanes Land zusammen mit dem Debütalbum Vikingligr Veldi neu gemastert als Doppel-CD. Alleine wiederveröffentlicht wurde Hordanes Land 2009 auf CD mit Begleitinformationen der Gründer Ivar Bjørnson und Grutle Kjellson von Candlelight Records, auf LP von Back on Black und auf Picture-LP jeweils von Black Sleeves, W.T.C. Productions und Blut & Eisen Productions, letztere als Gatefold-LPs mit alten Photographien der Band und bedruckter Innenhülle.

## Titelliste
1. Slaget i skogen bortenfor (epilog / slaget) – 13:10
2. Allfǫðr Oðinn – 07:50
3. Balfǫr (Andi Fara / prologr) – 09:49

## Musikstil
fp von Bloodchamber.de beschreibt Enslaveds frühe Aufnahmen als räudig, laut Seker vom Webzine Global Domination ist Hordanes Land Enslaveds erste Veröffentlichung mit „anständige[r] Produktion“.
Das erste Stück, Slaget i skogen bortenfor, wurde von Antonio Espinosa als „symphonischer Amoklauf“ beschrieben und beginnt mit einem Chor, der „sich in einen Ozean aus Blastbeats und Verzerung“ auflöst.
Allfǫðr Oðinn deutet auf die Wurzeln von Enslaveds späterem progressivem Stil hin.
Balfǫr beinhaltet tiefe Klavierpassagen und erzeugt eine „Atmosphäre, die gleichzeitig dunkel, unheimlich, episch und schön ist“.

## Rezeption
Robert Müller vom deutschen Metal Hammer bezeichnete Enslaveds „Beitrag zur gandiosen [sic!] Split-LP mit Emperor“ als „so etwas wie das heimliche Highlight: Nordische Mythengesänge über dräuendem Black Metal, vermengt mit an Pan.Thy.Monium erinnernden avantgardistischen Sprengseln“; im Vergleich dazu sei ihr Debütalbum „ein wenig enttäuschend, denn wo früher die schon immer langen Songs mit vielen interessanten Facetten aufwarten konnten, regiert jetzt doch etwas zu oft eintönige Raserei“. Antonio Espinosa fasste seine Rezension für Sputnikmusic mit den Worten „Ein wahres Meisterwerk der heute legendären norwegischen Black-Metal-Szene“ zusammen. Bei Slaget i skogen bortenfor verbänden sich die besten Aspekte des Black Metal, die Aggression, die symphonischen Anflüge, die unverständlichen Schreie und die Schönheit hinter dem dunklen Äußeren, und alle Elemente vermischten sich perfekt; jedes Detail sei durchdacht, um zur Atmosphäre beizutragen, und sogar die gesprochenen Passagen passten perfekt in den „Wahnsinn“ hinein. Die Komposition bei Allfǫðr Oðinn sei komplex und wirkungsvoll, besonders angesichts des jungen Alters von Ivar Bjørnson. Der Höhepunkt sei jedoch Balfǫr, das den Standard für allen zukünftigen Black Metal gesetzt und allen früheren Black Metal übertroffen habe. Für Seker vom Webzine Global Domination sind Hordanes Land, Vikingligr Veldi und Frost Enslaveds beste Veröffentlichungen. W.T.C. Productions bezeichnete die EP als „Klassiker, den jeder, der auf Black Metal steht, besitzen oder zumindest kennen sollte“.